# Paul Lizandier
Paul Childéric Xavier Lizandier (Nancray-sur-Rimarde, Loiret, 2 de desembre de 1884 - desembre de 1937) va ser un atleta francès que va competir a primers del segle xx.
El 1908 va prendre part en els Jocs Olímpics de Londres, on guanyà la medalla de bronze en la cursa de les tres milles per equips, formant equip amb Louis Bonniot de Fleurac, Joseph Dréher, Jean Bouin i Alexandre Fayollat. El mateix dia va córrer les sèries de les cinc milles, però quedà eliminat.
El 1913, poc abans de començar la Primera Guerra Mundial, va desertar de l'exèrcit francès per marxar a Romania. Posteriorment fou sentenciat a mort per insubordinació i fou executat el desembre de 1937.